# Manuel Álvarez (escultor renacentista)

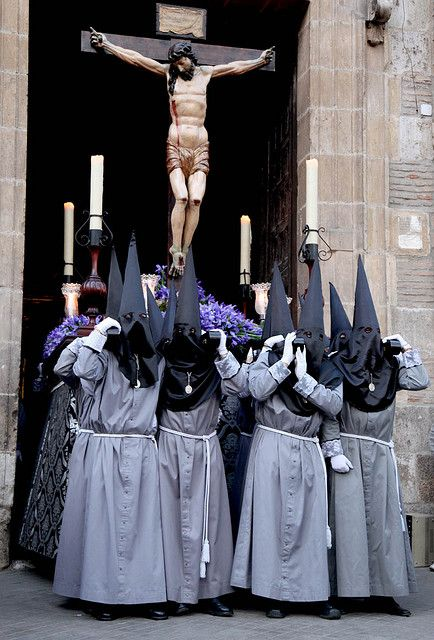
Cristo de las Cinco Llagas de Valladolid

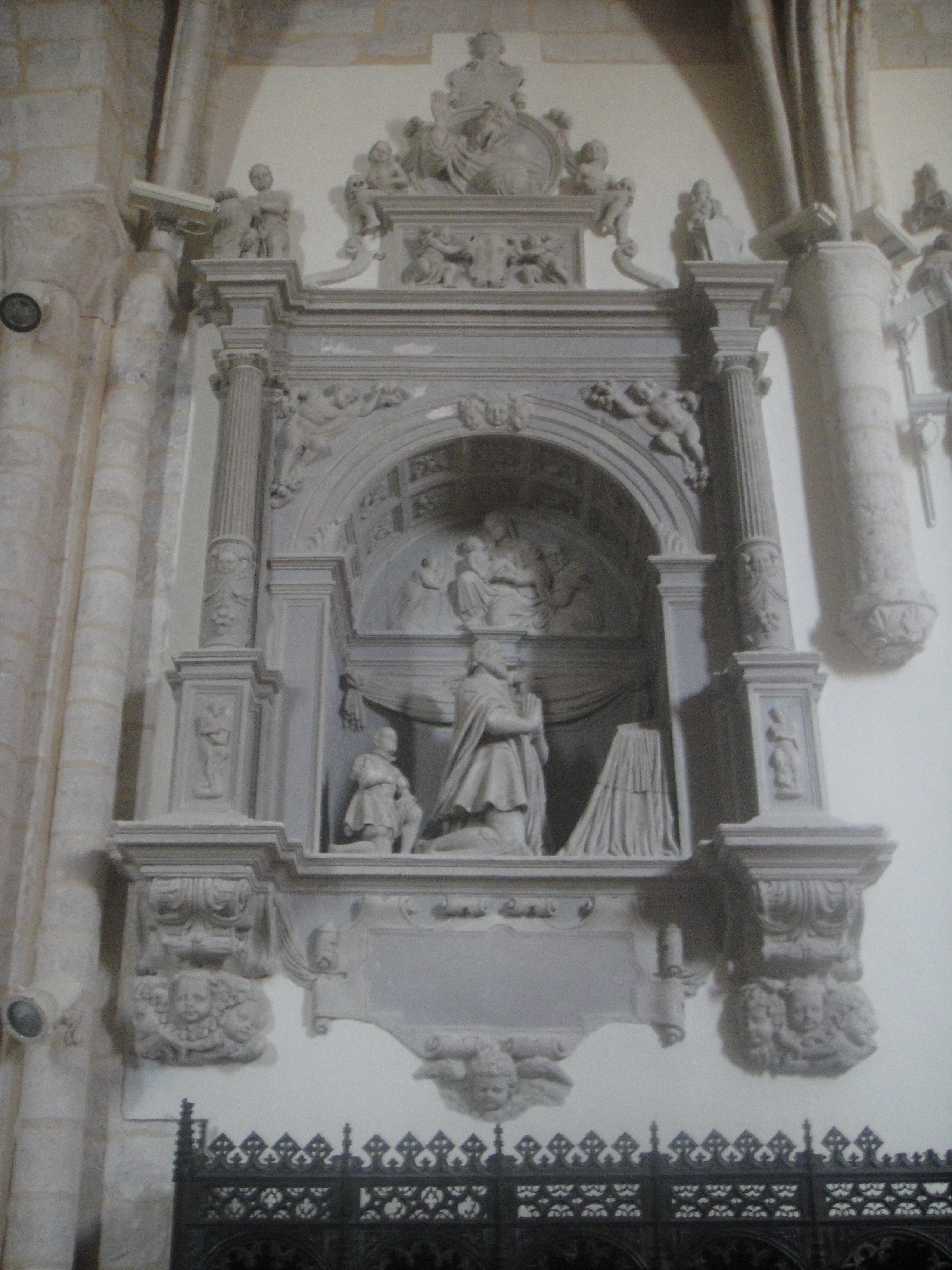
Sepulcro del V conde de Buendía, Iglesia de la Asunción, Dueñas

Manuel Álvarez (Castromocho ?, Palencia, c. 1517 - Valladolid ?, c. 1587) fue un escultor español del Renacimiento, considerado uno de los más importantes maestros de la escuela castellana del siglo XVI. Destacó sobre todo en el campo de la retablística.

## Vida y actividad artística

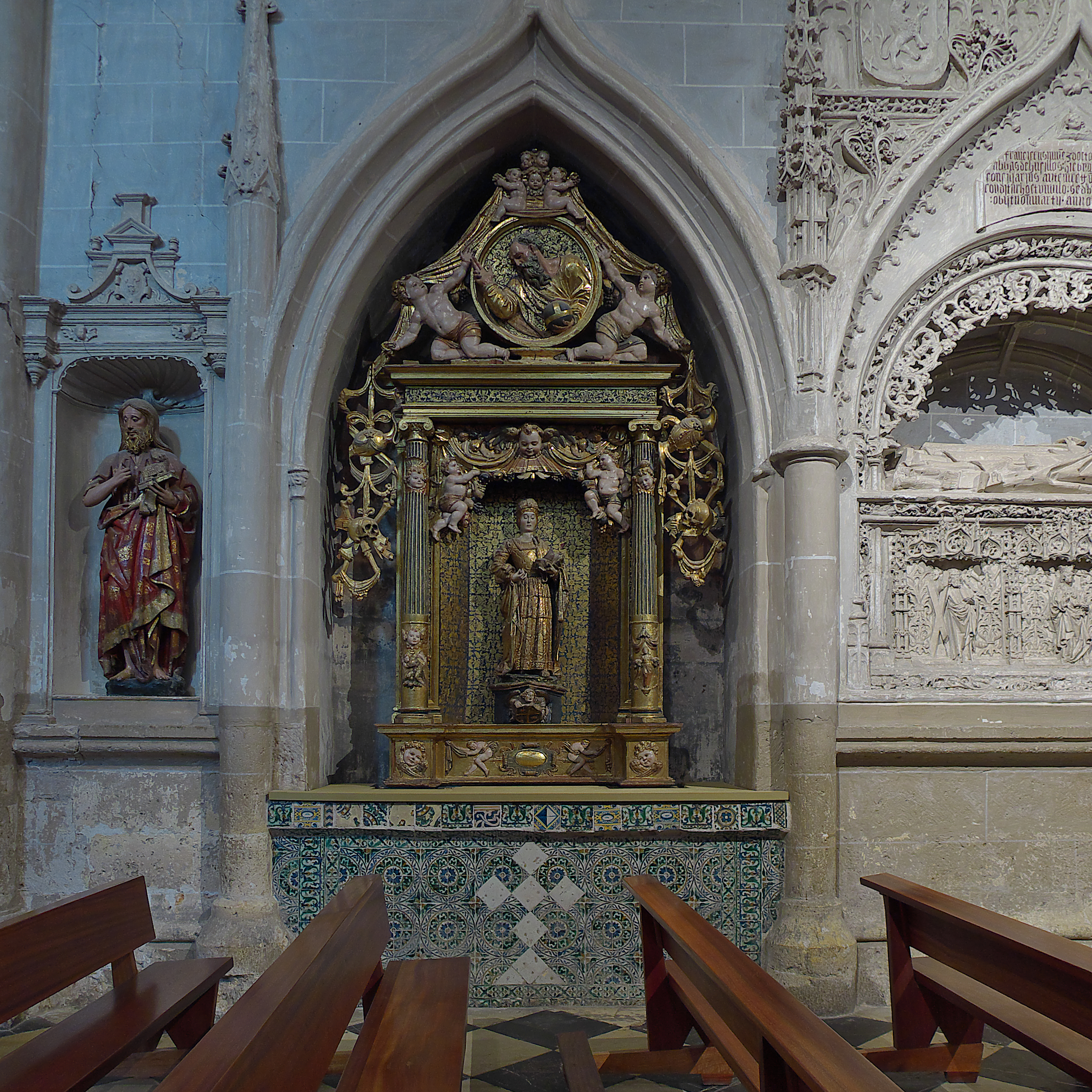
Retablo de santa Apolonia de la Catedral de Palencia, por Manuel Álvarez. La escultura de la santa es de otro autor

Se cree que nació en la localidad palentina de Castromocho hacia 1517. Debió iniciarse en los rudimentos del arte como discípulo de Alonso Berruguete, figura central en la escultura hispana renacentista. Estuvo también muy relacionado con Francisco Giralte, con cuya hermana Isabel contrajo matrimonio. Hay constancia de que ambos artistas, que quizá coincidieron en el taller de Berruguete, colaboraron en varios proyectos, y sus estilos son semejantes hasta el punto de confundirse en ocasiones.
Obtenida la maestría, Álvarez se instaló en la ciudad de Palencia, recibiendo numerosos encargos, en su mayoría para la iglesia local, el entonces grande y poderoso obispado de Palencia. Destacó como hábil artífice de trabajos en alabastro, material no muy frecuente en Castilla, donde siempre predominó la madera policromada en la escultura.
En la década de 1580 se trasladó con su taller a la ciudad de Valladolid, que se estaba convirtiendo por aquel entonces en un centro artístico y político de primer orden. La última noticia que tenemos de él es un poder a favor de su hijo Adrián Álvarez, que también fue un destacado escultor. Poco después debió producirse su fallecimiento.
Su obra se inscribe en la órbita de los seguidores de Berruguete, quien había llevado las novedades estilísticas de Italia a Castilla adaptándolas a su temperamento, en ocasiones marcadamente anticlásico; Álvarez sigue huella berruguetesca, aunque se muestra menos original y más apegado al clasicismo. Sus retablos muestran elementos renacentistas típicos, como la columna abalaustrada, candelieri, tondos, flameros... y un acertado empleo del relieve stiacciato, casi siempre ricamente policromado y dorado. 
Algunos estudiosos distinguen varias etapas en su evolución artística, con una progresivo viraje hacia el Romanismo o Renacimiento tardío desde su inicial formación berruguetesca; tendencia que se vería acentuada a partir de su estancia en Valladolid, donde pudo conocer las últimas novedades artísticas de primera mano.

## Obras

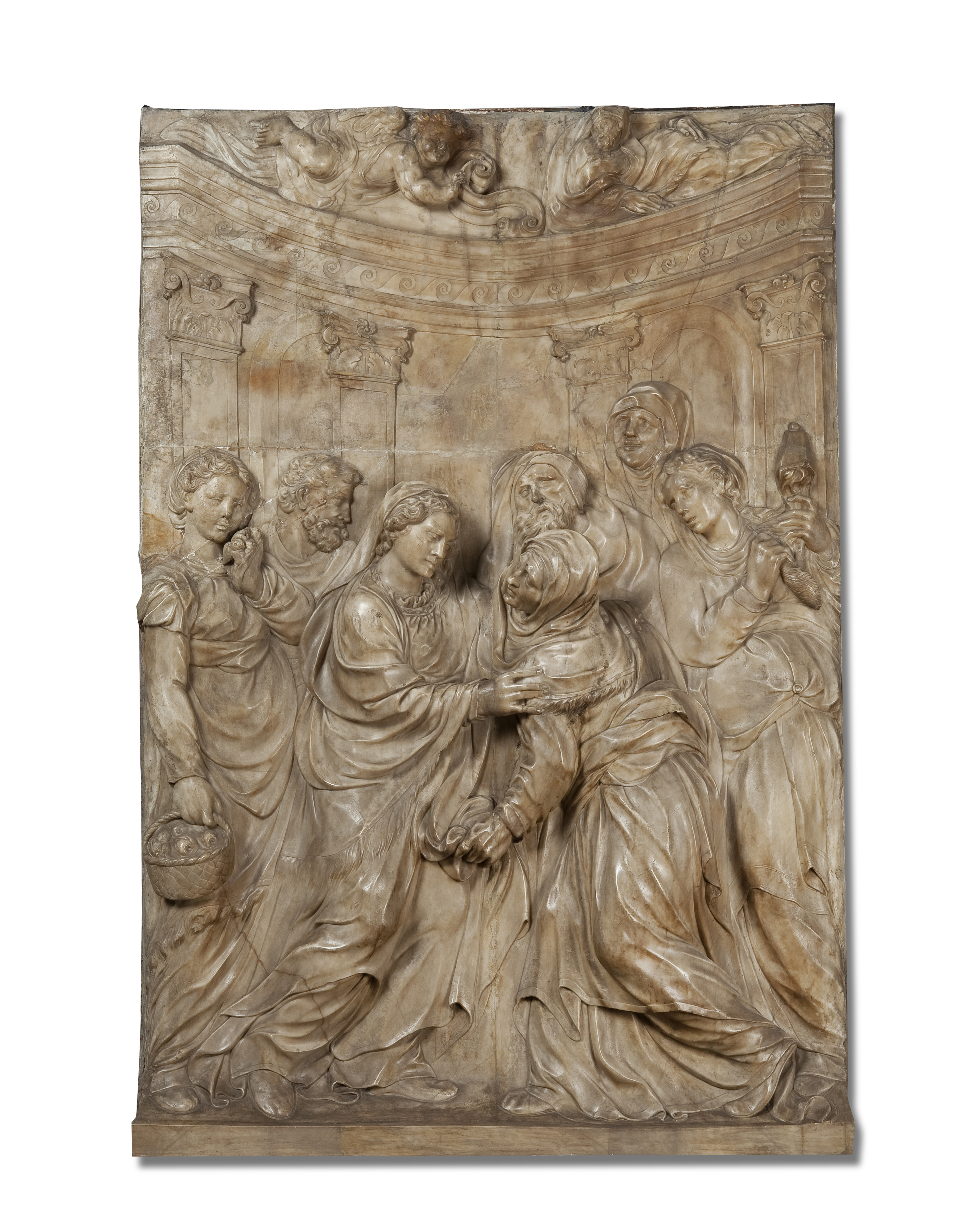
La Visitación, relieve para la Santa Espina. Museo Marés, Barcelona

Entre su abundante producción, podemos destacar las siguientes obras:
- Cristo de las Cinco Llagas de Valladolid (1548-1562). Conservado en el monasterio cisterciense de San Quirce y Santa Julita de Valladolid. Pertenece a la Cofradía Penitencial de la Sagrada Pasión de Cristo de Valladolid.

- Retablo del Descendimiento, conservado en el Museo Diocesano de Palencia. Se trata de un pequeño retablo ricamente dorado y policromado, con banco, un solo cuerpo y remate semicircular, de original traza. El tema central es un relieve con poco resalte, de efecto casi pictórico, en el que las sagradas figuras que desclavan a Cristo de la cruz se mueven rítmicas y nerviosas.[2]

- Relieve figurando el Llanto por Cristo muerto, en el mismo museo. Realizado en alabastro con toques de policromía, es una pieza de pequeño tamaño que debió servir de puerta de sagrario o banco de retablo. Las figuras de este relieve se despegan más del fondo, adquiriendo algunas volumen casi exento; la huella berruguetesca es muy patente en las vestiduras agitadas por el viento y los rostros contraídos por el dolor.[3]

- Retablo de santa Apolonia de la Catedral de Palencia. Pequeño retablo-edículo, se fecha en 1556. Corresponde a Manuel Álvarez la mazonería, siendo la estatua de la titular obra del escultor goticista Alonso de Portillo. Es muestra de la originalidad y libertad a la hora de concebir el retablo propia del maestro. A pesar del pequeño tamaño, los elementos (polseras laterales caladas, tondo superior con telas simuladas, columnas in antis) muestran gran teatralidad. Aparecen aquí los angelotes típicos de las decoraciones de Álvarez, así como las cabezas de querubines o los relieves planos, en este caso un Padre Eterno de gran finura.

- Retablo de la capilla del Hospital de san Antolín y san Bernabé de Palencia. Conservado en el Museo Marés de Barcelona, muestra de nuevo gran audacia en la traza, condicionada en este caso por la doble advocación del Hospital al que iba destinado. Toda la arquitectura del retablo parece haber sido invadida por robustos putti o querubines, al punto que uno de ellos centra la composición sosteniendo una ménsula a modo de atlante. Fechado hacia 1560.[4]

- Retablo mayor de santa María de Curiel de Duero. Gran retablo realizado en colaboración con otros maestros, a Álvarez se le atribuyen algunos relieves, aunque todos muestran ecos del arte de Alonso Berruguete. Es llamativa la riqueza de la policromía, y la acertada composición de algunos fragmentos, como el que figura La expulsión del Paraíso, con inusual interés por el desnudo.

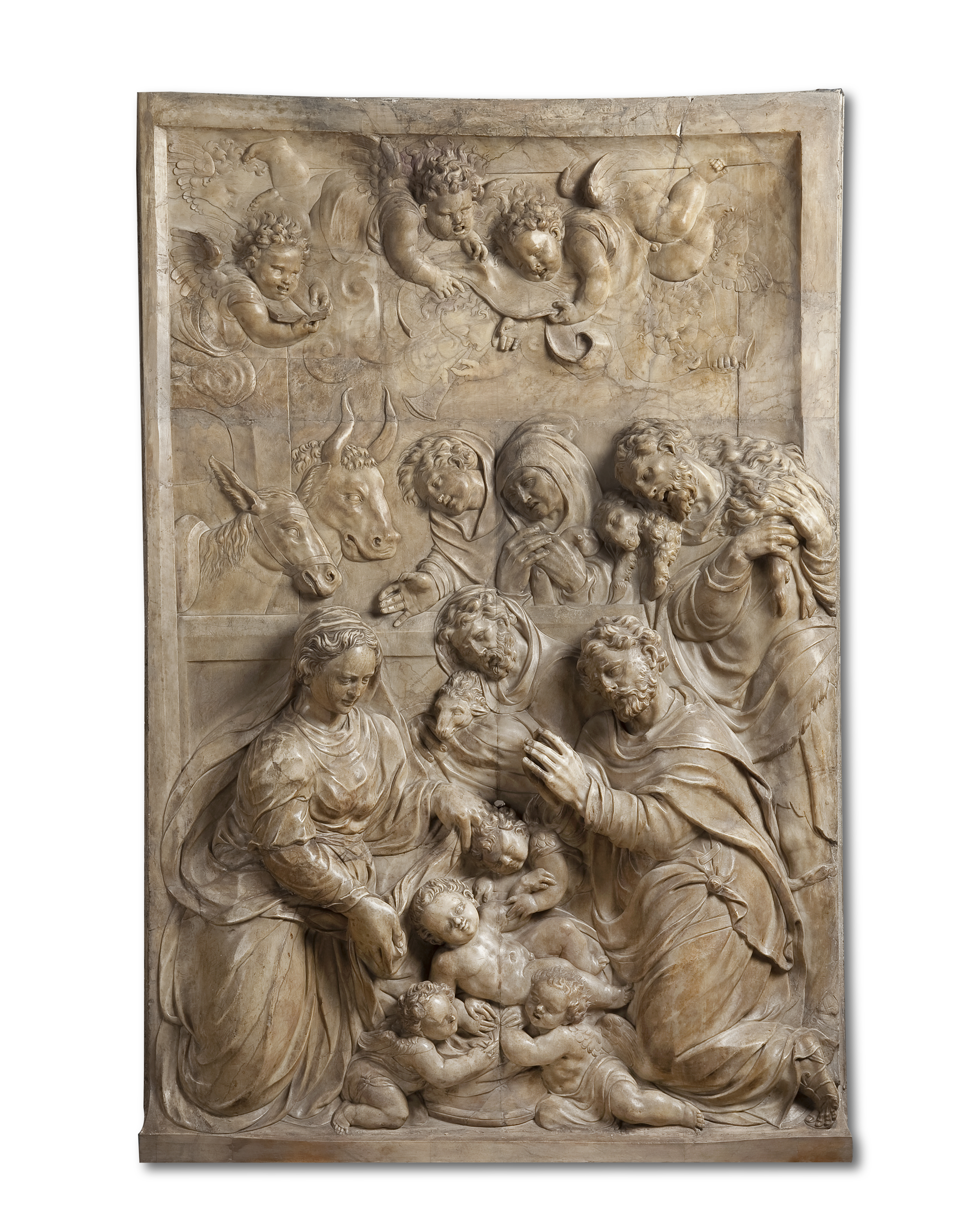
La adoración de los pastores. Museo Marés, Barcelona

- Retablo mayor de la iglesia de san Juan de Arrabal de Portillo. Perfecto ejemplo de la dificultad a la hora de deslindar la personalidad artística de los muchos seguidores de Berruguete, la autoría de este gran retablo plateresco ha sido asignada a Francisco Giralte, Juan Ortiz el Viejo I o Manuel Álvarez, constatándose en cualquier caso diversas manos en su realización. La parte habitualmente considerada de Álvarez (relieves del banco con episodios de la Creación) presenta un fuerte acento italiano, y un horror vacui en el que las figuras parecen querer desbordar su marco arquitectónico.

- Retablo mayor del Monasterio de La Santa Espina. Desmembrado a raíz de la Desamortización de Mendizábal, no se conoce la traza arquitectónica de este retablo; sí permanecen varios de sus relieves, en alabastro de color tostado, conservados hoy en el Museo Marés. Estos relieves, de mano de Álvarez, se consideran su obra maestra y piezas destacadas del Renacimiento español. Representan diversas escenas de la vida de María: La presentación en el templo, La Anunciación, La Visitación y La adoración de los pastores. Todos los relieves muestran gran unidad estilística y sobresaliente calidad, que se manifiesta tanto en la atención a los detalles como en la perfecta composición de las escenas, algunas de las cuales contienen gran número de figuras. La ambientación de los pasajes se completa con marcos arquitectónicos insinuados en suave relieve en los fondos, mientras que las figuras principales sobresalen tendiendo hacia el bulto redondo. Álvarez se muestra consumado maestro en la caracterización fisonómica de los diversos personajes, y en la plasmación de su psicología. Es de destacar también el bello estudio de los paños y plegados, que en ocasiones vuelan y se enrollan en espiral al estilo berruguetesco y en otros casos caen elegantemente. Este conjunto se fecha entre los años 1570-1577.[5]

- Retablo mayor de santa María de Torrelobatón. Considerada una de sus obras más tardías (1577-80), se trata de un monumental retablo cuya arquitectura y estatuaria denuncian la tendencia hacia el Romanismo del autor, presente en los pliegues pesados y cierto hieratismo de las figuras, aun cuando en los relieves se aprecia el abigarramiento típico de Álvarez y sus característicos fondos arquitectónicos o de paisaje. No obstante, se asigna a nuestro escultor con dudas, y se ha sugerido la intervención de su hijo Adrián, de Francisco de la Maza o Inocencio Berruguete.[6][7]

- Sepulcro de Fadrique de Acuña, V conde de Buendía. Realizado entre 1558 y 1560 en el panteón de este linaje situado en el altar mayor de la iglesia de Santa María de la Asunción de Dueñas (Palencia) por deseo del conde, quien mandó enterrarse en una bóveda que manda construir bajo el coro pero establece la realización de este sepulcro, a manera de cenotafio, para cerrar el conjunto del panteón. El sepulcro, construido a cierta altura en el muro de la Epístola, es un arcosolio enmarcado por dos columnas jónicas que cobija una escultura orante del difunto orientada hacia el retablo mayor y acompañada por un paje, ambos vestidos con ricas vestimentas cortesanas.

- Retablo mayor de Nuestra Señora de la Asunción en Tudela de Duero. Realizado entre 1573 y 1586. La autoría la comparte con Juan de la Maza; todo él es obra de los dos escultores y sus talleres respectivos, a excepción de las esculturas del tabernáculo y el relieve de la Anunciación, obras de Gregorio Fernández.